# Reid Barton
Reid W. Barton (né le 6 mai 1983), ancien étudiant en mathématiques de l'université Harvard aux États-Unis et diplômé du MIT, est connu pour avoir été le premier étudiant à avoir remporté quatre médailles d'or lors des Olympiades internationales de mathématiques et a obtenu le score parfait de 42 sur 42 lors de celle qui s'est tenue à Washington D.C. en 2001 avec son compatriote Gabriel Carroll (en) et les deux Chinois Xiao Liang et Zhang Zhiqiang.
Il a aussi remporté deux médailles d'or aux Olympiades internationales d'informatique avec le score maximum en 2001 et le prix Morgan en 2004.
Il travaille désormais au sein de Renaissance Technologies.

## Publication
- Reid Barton, « Packing densities of patterns », Electronic Journal of Combinatorics, vol. 11, no 1,‎ 2004, R80 (lire en ligne).